# Steve Priest
Stephen Norman Priest (Hayes, 23 de fevereiro de 1948 – 4 de junho de 2020)  foi um músico britânico, membro fundador, baixista e backing vocal da banda Sweet.
Morreu no dia 4 de junho de 2020, aos 72 anos.